# Tang Hao
Dans ce nom, le nom de famille précède le nom personnel.
Tang Hao (唐豪, tángháo) ou Tang Fan Sheng (1897-1959) est un historien et avocat chinois né dans la province du Jiangsu et mort à Pékin, expert des arts martiaux chinois.

## Biographie
Il étudie plusieurs arts martiaux chinois et japonais, notamment le tai-chi-chuan (auprès de Chen Fake) et le xingyi quan (auprès de Li Cunyi), le judo et kendo.
Il est arrêté en 1927 parce que suspecté de liens avec le Parti communiste. Il part ensuite au Japon, pour étudier le droit et les arts martiaux japonais.
Il publie une dizaine d'ouvrages sur l'histoire des arts martiaux chinois. Il est l'un des premiers auteurs qui cherche à souligner les mystifications, contradictions et erreurs des légendes martiales. En 1955, il est attaché à la Commission d'éducation physique du gouvernement national, afin de continuer ses recherches sur l'histoire des sports chinois.
Dès 1920, il critique l'absence de fondement du mythe qui rattache le Shaolin quan à Bodhidharma (critique de l'authenticité du Li Jing), et le rattachement mythique du Tai-chi-chuan à Zhang Sanfeng. Ses conclusions sont reprises à la même époque par Xu Jedon, et sont encore validées par les recherches contemporaines. En particulier, à la suite d'un voyage à Chenjiagou en 1932, il découvre des documents généalogiques importants et avance l'hypothèse selon laquelle Chen Wangting est à l'origine du Tai-chi-chuan.